# خدمة ويب

رسم يوضح خدمة الويب

خدمة ويب  (بالإنجليزية: Web service)‏ هي نوع من تطبيقات الويب تقدم خدمات إلكترونية بين تطبيق وتطبيق آخر أو بين نظام ونظام آخر، بحيث يقوم التطبيق بالاتصال وطلب الخدمة (Service Request) من خدمة الويب من تطبيق آخر عبر واجهته البرمجية (وهي ما تعرف بـ واجهة برمجة التطبيقات) وليست (واجهة المستخدم الرسومية كالأزرار والأسهم إلخ)، ومن ثم ترسل خدمة الويب نتيجة الطلب للمستخدم مرة أخرى على هيئة لغة الترميز القابلة للامتداد.

## تقنيات خدمات الويب
تستخدم خدمات الويب ثلاث تقنيات وهي:

### SOAP
سواب وهو برتوكول لتبادل رسائل الـ لغة الترميز القابلة للامتداد، وهو مبني على بروتوكلي بروتوكول نقل النص التشعبي الآمن/بروتوكول نقل النص الفائق المعروفين.

### WSDL
لغة وصف خدمات الويب ‏ أو Web Services Description Language وهي لغة على هيئة لغة الترميز القابلة للامتداد لوصف خدمة الويب والتعريف بخدماته والـ end-points الخاصة به لتبادل الرسائل.

### UDDI
UDDI أو Universal Description, Discovery and Integration وهو دليل على الإنترنت لسرد خدمات الويب المقدمة من الجهاز الخادم ويتيح لها التعرف على بعضها، أي أنه كدليل الهاتف.

## مثال

### استخدام Google APIs
من أشهر خدمات الويب هي التي تقدمها شركة جوجل، على سبيل المثال تستطيع أن تستخدم خدمات بحث جوجل في أي برنامج تبرمجه، ما عليك إلا تحميل الـ APIs الخاصة بخدمات البحث، وهي متوفرة تحت Google Data API: http://code.google.com/apis/gdata/clientlibs.html.و هي تتوفر بلغات برمجية عدة. مكتبة APIs جوجل لا تنحصر فقط على محرك البحث بل تشمل كل خدمات جوجل الآخرى كـ يوتيوب، FeedBurner، أندرويد وغيرها الكثير: http://code.google.com/more